# The Wrong Heart
Pour plus de détails, voir Fiche technique et Distribution.
The Wrong Heart est un film muet américain réalisé par Wallace Reid et sorti en 1916.

## Fiche technique
- Titre : The Wrong Heart
- Réalisation : Wallace Reid
- Scénario : Wallace Reid
- Photographie :
- Montage :
- Producteur :
- Société de production : Universal Film Manufacturing Company
- Société de distribution : Universal Film Manufacturing Company
- Pays d'origine :  États-Unis
- Langue : film muet avec les intertitres en anglais
- Format : Noir et blanc — 35 mm — 1,33:1 — Muet
- Genre : Film dramatique
- Durée : 10 minutes
- Dates de sortie : 
  -  États-Unis : 15 décembre 1916

## Distribution
- Wallace Reid :
- Dorothy Davenport :